# Mandayona
Mandayona es un municipio y localidad española de la provincia de Guadalajara, en la comunidad autónoma de Castilla-La Mancha. El término municipal, ubicado en la comarca de  La Serranía, tiene una población de 292 habitantes (INE 2024) e incluye los núcleos de Mandayona y Aragosa.

## Toponimia
Entre las opciones que se barajan del origen del topónimo de Mandayona se encuentra una procedencia árabe-bereber. El nombre derivaría de la nominación de la tribu bereber de los Madyuna. Otras hipótesis son un origen vasco (de Mandaiona, que es el nombre histórico de la villa) o un derivado del término indoeuropeo prerromano Mandonius.

## Símbolos
El escudo heráldico que representa al municipio fue aprobado el 12 de noviembre de 2001 con el siguiente blasón:

Escudo cortado: uno partido: a) de plata, un león de púrpura coronado de oro; b) cuartelado de sotuer: de verde una banda de gules perfilada de oro y de oro la salutación "Ave María gratia plena"; Dos de oro, un árbol de su color sobre ondas. Se timbra con la corona real de España.
Diario Oficial de Castilla-La Mancha nº 122 de 25 de noviembre de 2001

## Geografía
Ubicación
La localidad está situada a una altitud de 862 m sobre el nivel del mar. El municipio está situado en el norte de la provincia, entre La Alcarria y La Sierra; pertenece a la influencia de Sigüenza. Termina en Mandayona el parque natural del Barranco del Río Dulce. Aragosa es una entidad de ámbito territorial inferior al municipio (EATIM) dentro del término municipal. 
| Noroeste: Baides              | Norte: Baides              | Noreste: Sigüenza  |
| Oeste: Villaseca de Henares   |                            | Este: Algora       |
| Suroeste: Castejón de Henares | Sur: Alaminos y Almadrones | Sureste: Mirabueno |

Clima
La temperatura media en Mandayona es de 12,41 °C y una precipitación anual promedio de 449,93 mm. Las heladas son relativamente frecuentes, con un promedio de 96,7 episodios a lo largo del año. De acuerdo a la clasificación climática de Köppen, Mandayona tiene un clima de tipo Csa, con unas temperaturas medias del mes más cálido por encima de los 22 °C.
| Parámetros climáticos promedio de Mandayona en el periodo 1992-2009                                   | Parámetros climáticos promedio de Mandayona en el periodo 1992-2009 | Parámetros climáticos promedio de Mandayona en el periodo 1992-2009 | Parámetros climáticos promedio de Mandayona en el periodo 1992-2009 | Parámetros climáticos promedio de Mandayona en el periodo 1992-2009 | Parámetros climáticos promedio de Mandayona en el periodo 1992-2009 | Parámetros climáticos promedio de Mandayona en el periodo 1992-2009 | Parámetros climáticos promedio de Mandayona en el periodo 1992-2009 | Parámetros climáticos promedio de Mandayona en el periodo 1992-2009 | Parámetros climáticos promedio de Mandayona en el periodo 1992-2009 | Parámetros climáticos promedio de Mandayona en el periodo 1992-2009 | Parámetros climáticos promedio de Mandayona en el periodo 1992-2009 | Parámetros climáticos promedio de Mandayona en el periodo 1992-2009 | Parámetros climáticos promedio de Mandayona en el periodo 1992-2009 |
| Mes                                                                                                   | Ene.                                                                | Feb.                                                                | Mar.                                                                | Abr.                                                                | May.                                                                | Jun.                                                                | Jul.                                                                | Ago.                                                                | Sep.                                                                | Oct.                                                                | Nov.                                                                | Dic.                                                                | Anual                                                               |
| --- | ------------------------------------------------------------------- | ------------------------------------------------------------------- | ------------------------------------------------------------------- | ------------------------------------------------------------------- | ------------------------------------------------------------------- | ------------------------------------------------------------------- | ------------------------------------------------------------------- | ------------------------------------------------------------------- | ------------------------------------------------------------------- | ------------------------------------------------------------------- | ------------------------------------------------------------------- | ------------------------------------------------------------------- | ------------------------------------------------------------------- |
| Temp. máx. media (°C)                                                                                 | 8.87                                                                | 12.47                                                               | 16.26                                                               | 17.92                                                               | 22.17                                                               | 27.94                                                               | 31.82                                                               | 32.00                                                               | 25.95                                                               | 19.43                                                               | 12.78                                                               | 9.55                                                                | 19.8                                                                |
| Temp. media (°C)                                                                                      | 3.68                                                                | 5.61                                                                | 8.81                                                                | 10.46                                                               | 14.47                                                               | 19.24                                                               | 22.27                                                               | 22.6                                                                | 17.49                                                               | 12.68                                                               | 7.23                                                                | 4.34                                                                | 12.2                                                                |
| Temp. mín. media (°C)                                                                                 | -1.51                                                               | -1.21                                                               | 1.35                                                                | 2.98                                                                | 6.78                                                                | 10.53                                                               | 12.69                                                               | 13.18                                                               | 9.00                                                                | 5.88                                                                | 1.6                                                                 | -0.88                                                               | 5                                                                   |
| Fuente: Agencia Estatal de Meteorología. Datos de temperatura para el periodo 1992-2009 en Mandayona. |                                                                     |                                                                     |                                                                     |                                                                     |                                                                     |                                                                     |                                                                     |                                                                     |                                                                     |                                                                     |                                                                     |                                                                     |                                                                     |

## Historia
A mediados del siglo XIX, la villa tenía contabilizada una población de 334 habitantes. Aparece descrita en el undécimo volumen del Diccionario geográfico-estadístico-histórico de España y sus posesiones de Ultramar de Pascual Madoz de la siguiente manera:

MANDAYONA: v. con ayunt. en la prov. de Guadalajara (9 leg.), part. jud. y dióc. de Sigüenza (3), aud. terr. de Madrid (19), c. g. de Castilla la Nueva: sit. en un delicioso y fértil valle, á la margen izq. del r. Henares; goza de buena ventilacion, su clima es frio, y las enfermedades mas comunes, tercianas y cuartanas: tiene 70 casas; la consistorial; cárcel, escuela de instruccion primaria frecuentada por 32 alumnos de ambos sexos, á cargo de un maestro sin mas dotacion que la convenida con los padres de los discípulos; un palacio que edificó el Sr. cardenal Delgado, ob. que fué de Sigüenza; una igl. parr. (San Pedro apóstol) matriz de la de Aragosa. térm.: confina N. Baldes; E. Almadrones; S. Villaseca de Henares, y O. Aragosa; dentro de esta circunferencia se encuentran dos fuentes de buenas aguas, y la ermita de Ntra. Sra. de la Soledad; el terreno fertilizado por el Henares y por un arroyo que desagua en aquel, es de buena calidad; comprende dos montes, situados uno al N. y otro al S. con arbolado de roble, chaparro y otras matas bajas: caminos, los que dirijen á los pueblos limítrofes, todos de herradura y en mediano estado: correo, se recibe y despacha en Torremocha del Campo, y su conducción es carga vecinal: prod. trigo comun, cebada, centeno, avena, uvas, judias, patatas, cánamo, algunas frutas y yerbas de pasto, con las que se mantiene ganado lanar y cabrío y las yuntas necesarias para la agricultura; hay caza de liebres, conejos y perdices, y pesca de truchas, barbos y lobinas: ind.: la agrícola, una fábrica de paños ordinarios, dos molinos harineros é igual número de batanes: comercio: esportacion del sobrante de frutos y algun ganado, é importacion de los art. de consumo que faltan. pobl.. 87 vec., 334 alm. cap. prod. 952,460 rs. imp. 87,000. contr. 6,900.
(Madoz, 1848, p. 175)

## Demografía
Mandayona cuenta con una población de 292 habitantes (INE 2024).
| Gráfica de evolución demográfica de Mandayona entre 1842 y 2021 |
| |
| Población de derecho según los censos de población del INE Población de hecho según los censos de población del INEEntre el censo de 1857 y el anterior, crece el término del municipio porque incorpora a Aragosa |

## Patrimonio

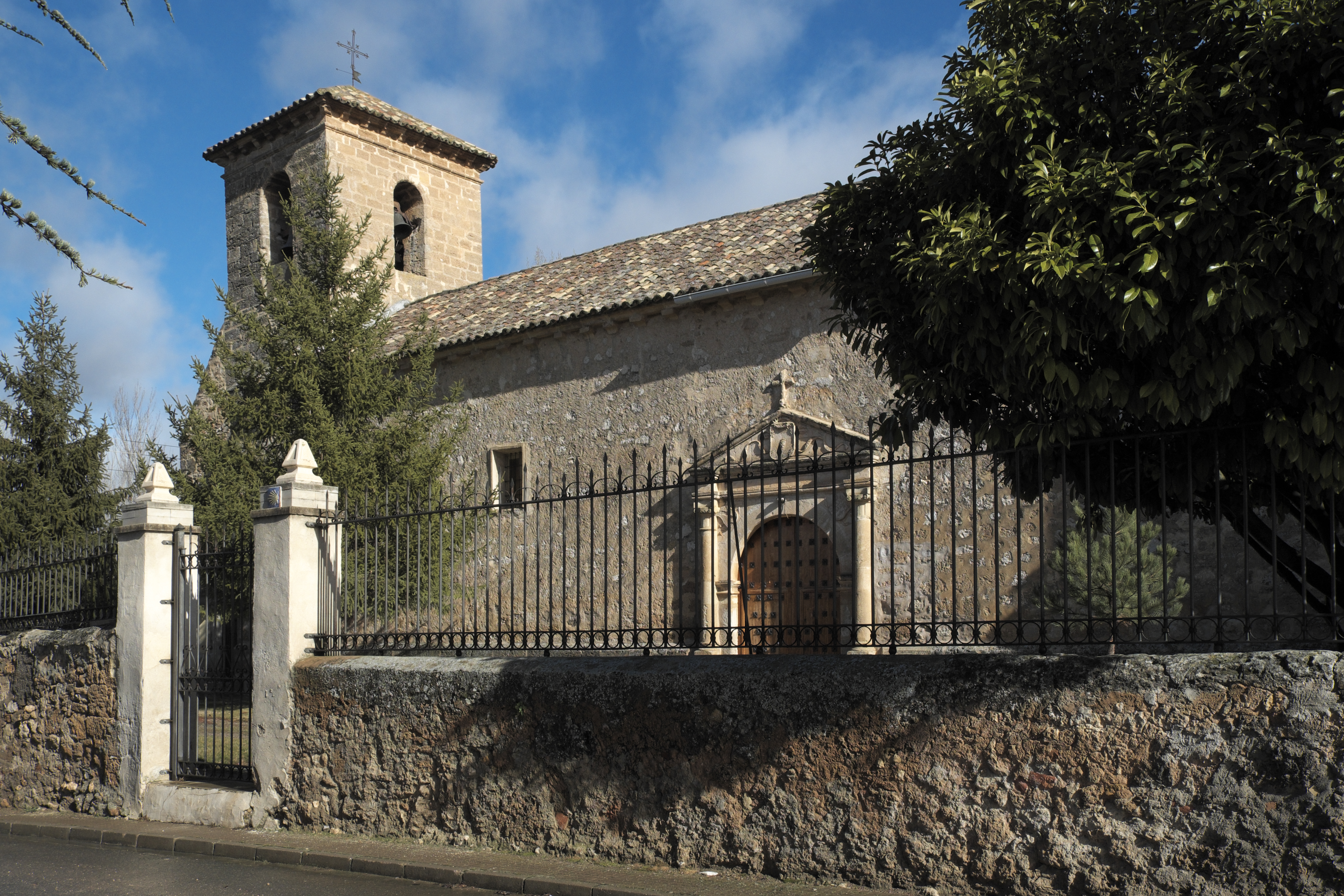
Iglesia de San Pedro Apóstol

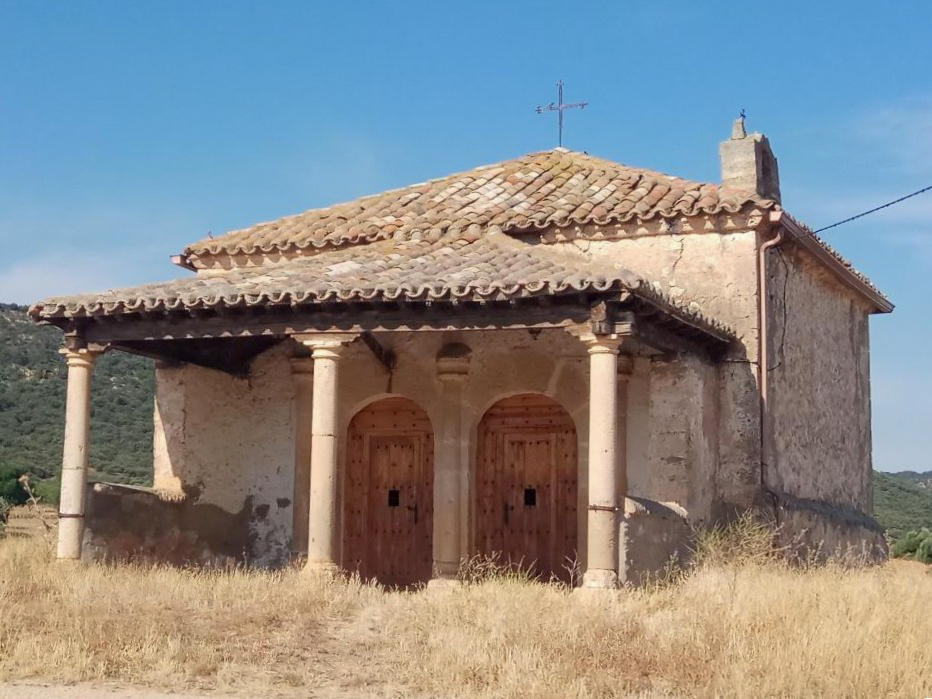
Ermita de Ntra. Sra. de la Soledad

En el lugar hay una iglesia de San Pedro Apóstol y una ermita bajo la advocación de Nuestra Señora de la Soledad.

## Festividades
El 8 de septiembre celebra sus fiestas patronales en honor a la Virgen de la Paz. Se celebran recorridos de carrozas, toros de fuego y bailes, amenizados por las peñas.

## Turismo
Una decena de casas rurales y establecimientos hosteleros, debido a su cercanía con el parque natural del Barranco del Río Dulce. Por el municipio pasan la Ruta de la Lana, entre Mirabueno y Baides, y el Camino del Cid.